# Bruno Toscano
Bruno Toscano (Spoleto, 9 aprile 1930) è uno storico dell'arte e pittore italiano.

## Biografia
Nasce a Spoleto da genitori calabresi, frequenta il liceo classico Pontano-Sansi (dove insegnerà nell'anno 1959-60 e dal '62 al '68), laureandosi poi all'Università di Roma in storia dell'arte con una tesi sull'Abbazia di San Paolo "inter vineas". I docenti che più influenzano la sua formazione sono Lionello Leonardi, Mario Salmi, Roberto Longhi (che seguirà a Firenze) e successivamente Lionello Venturi.

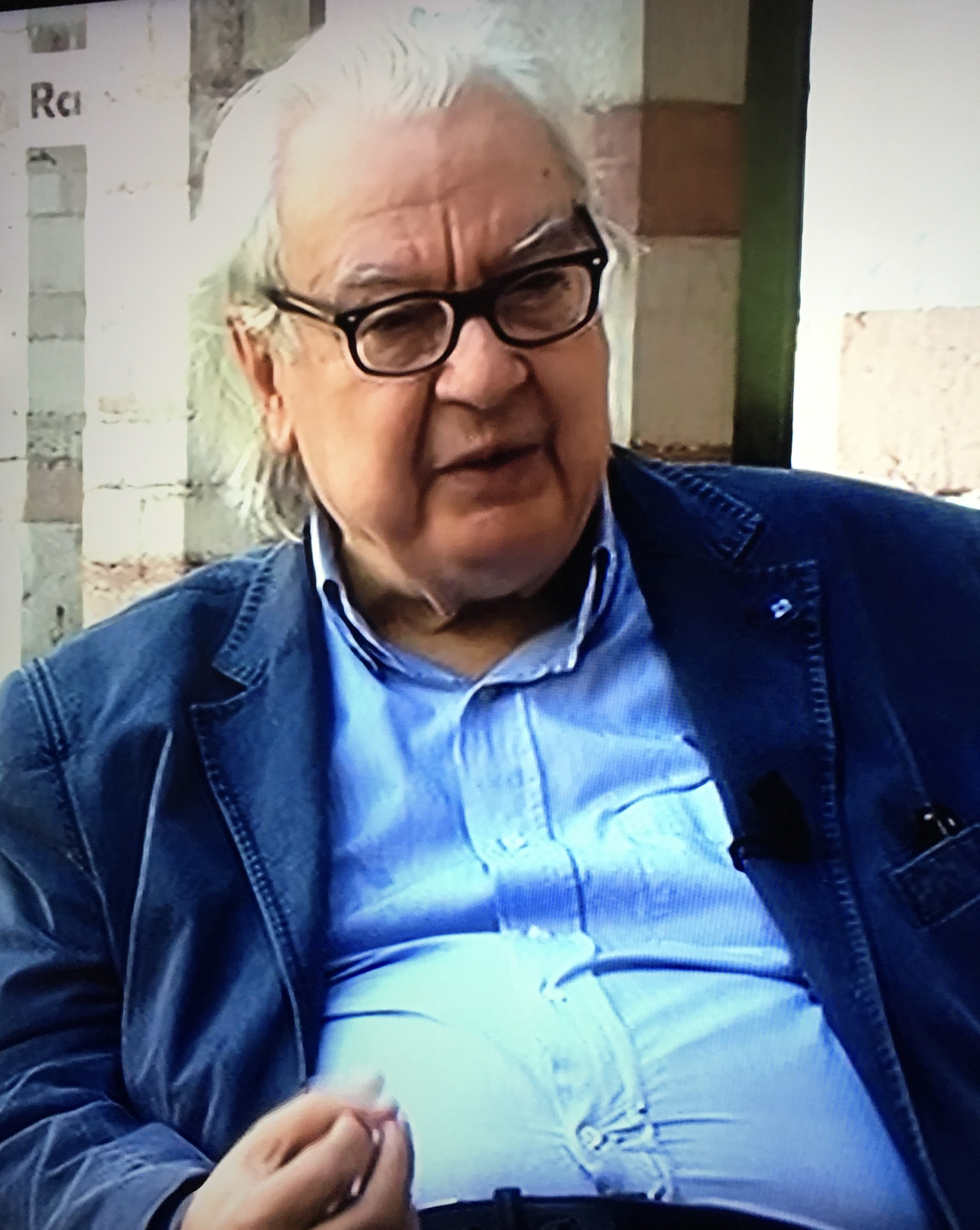
Bruno Toscano, 2019

### L'artista
Manifesta interesse per la pittura fin da giovanissimo; i soggetti che più ama dipingere sono paesaggi umbri e luoghi di campagna a lui familiari. Con altri artisti spoletini forma un gruppo inizialmente denominato "Il Ponte"; ne fanno parte Filippo Marignoli, Giannetto Orsini, Piero Raspi, Ugo Rambaldi e Giuseppe De Gregorio. Espongono alla Mostra Nazionale d'Arte figurativa presso la camera di commercio di Terni nel 1949 e a Spoleto nel 1951. Insieme fondano il primo cine club cittadino con l'obiettivo di proiettare i film vietati durante il fascismo (il primo sarà La grande illusione).
La critica comincia a interessarsi a loro mettendoli in luce come Gruppo di Spoleto o Gruppo dei sei. Insieme espongono durante tutti gli anni cinquanta, sia in Umbria, sia in tutta Italia.
Nel 1953 si fanno promotori della prima Mostra Nazionale di Arti Figurative a Spoleto che avrà poi cadenza annuale; durante la preparazione dell'evento a Toscano viene l'idea di istituire per l'occasione un premio da destinare a giovani artisti denominato Premio Spoleto. Coinvolge nel progetto il fratello Giovanni Toscano, allora sindaco di Spoleto, Mario Mafai, Lionello Leonardi che ne assume la presidenza, e il critico d'arte Francesco Arcangeli. 
Arcangeli, già attento osservatore dell'arte contemporanea e moderna (pubblicherà infatti importanti studi su Morlotti, 1962; Morandi, 1964; Mandelli, 1970) e studioso del nascente stile informale, invita a concorrere al premio giovani artisti. Toscano partecipa fuori concorso nelle edizioni che vanno dal 1953 al 1960.
Fin da giovane ama raffigurare vedute urbane di Spoleto e della campagna circostante; lo stile è primitivo e realistico. Successivamente, influenzato dai Paesaggi di John Constable, preferisce rappresentare soggetti tipici del contado spoletino. Utilizza il colore distendendolo ampiamente, lo mantiene denso, sceglie tinte basse e cupe: ocra, verdi ombrati, toni che mostrano un chiaro riferimento a Morandi.
Gli anni cinquanta sono importanti per la sua affermazione d'artista: nel 1953 vince il primo premio di un concorso nazionale avente come tema La donna, presentando un ritratto dell'attivista Ethel Rosenberg; nel 1955 partecipa alla VII Quadriennale nazionale d'arte di Roma, nel 1957 alla Biennale di San Paolo; nel 1958 espone al Festival dei due Mondi di Spoleto.
Come molti altri artisti, sente l'urgenza di comunicare attraverso la pittura lo sconcerto e le sofferenze post belliche. Inizia quindi a trasformare il proprio stile attraverso lenti e travagliati passaggi dal figurativismo, all'informale: cambia l'uso dei colori che si fanno più vivaci; la luce non appare più diffusa su tutta la tela, ma la attraversa di taglio.
Intorno al 1964 smette di dipingere preferendo concentrarsi sul lavoro di docente e storico dell'arte.
In verità la sua attività pittorica continuerà, ma in ambito totalmente privato; sarà condivisa in pubblico solo nel 2003 quando gli verrà dedicata una mostra antologica a Palazzo Racani Arroni, che racconterà un quarantennio di attività. Appaiono in mostra per la prima volta tenui e rarefatti acquerelli realizzati dopo gli anni sessanta.

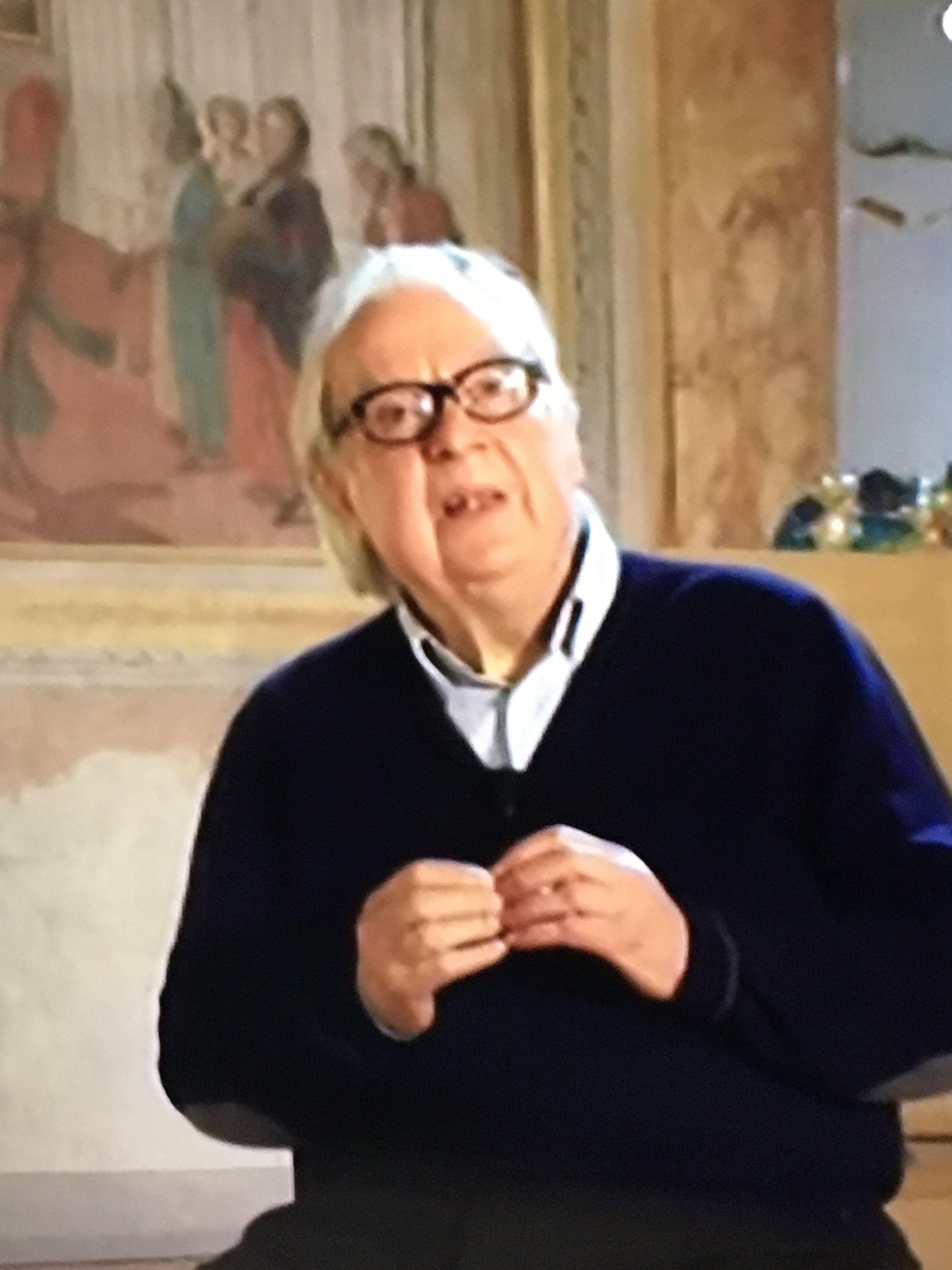
Bruno Toscano, 2018

Nel 1989, su richiesta di Giovanni Carandente, dona due opere, Estivo I e Estivo II, alla Galleria d'arte moderna di Spoleto.

### Carriera accademica
Dal 1962 al 1968 insegna storia dell'arte presso il Liceo classico "Pontano-Sansi" e l'istituto d'arte di Spoleto; nel 1968 ottiene un posto da assistente alla Sapienza a Roma. 
Dal 1974 organizza corsi di formazione professionale per la manutenzione e il restauro dei beni culturali, insieme alla Regione Umbria e all'Istituto Centrale del Restauro.
Il 1979 è un anno di svolta per la sua carriera accademica, vince la cattedra universitaria di Storia della critica d'arte alla facoltà di magistero di Roma; nel 1988 passa alla cattedra di Storia dell'arte moderna già tenuta da Giuliano Briganti. Nel 1992 insegna la stessa disciplina alla Facoltà di Lettere e Filosofia dell'Università Roma Tre, dove diventa direttore del Dipartimento di Studi storico-artistici, archeologici e sulla conservazione.
Dal 2007 è Professore emerito dell'Università Roma Tre.

### Lo storico dell'arte
L'attività di storico dell'arte lo impegna intensamente; si dà da fare per mantenere una stretta relazione fra il lavoro di studioso in ambito universitario e l'attività nel campo dei beni culturali: la conservazione e la tutela del patrimonio artistico sono temi ai quali si dedica con tenacia e piglio battagliero durante tutta la sua vita. Studia e individua i criteri per la conoscenza sistematica del patrimonio storico-artistico italiano e per l'approccio metodologico alla storia dell'arte; si occupa non solo dei beni conservati, ma anche di quelli perduti o trafugati, e della relazione fra artisti e committenti.
La sua produzione scientifica comprende numerosi studi di Storia dell'arte medievale, moderna e contemporanea, pubblicati in volumi e in periodici italiani e stranieri. Numerosi anche i lavori sul restauro e sulla museologia.

## Incarichi
Durante gli anni '80 presiede due legislature del Consiglio nazionale dei beni culturali e la Commissione di alta vigilanza dei progetti F.I.O. (Fondo investimenti e occupazione) per conto del Ministero dei Beni Culturali.
- Dal 1980 al 1990 Consigliere nazionale di Italia Nostra
- Dal 1980 al 1985 Presidente del Consorzio economico-urbanistico e per i beni culturali del comprensorio spoletino
- Dal 1985 al 1990 Consigliere regionale dell'Umbria .
- Socio della Deputazione di storia patria dell'Umbria
- Socio dell'Accademia Clementina di Bologna, dell'Accademia Valdarnese del Poggio, dell'Accademia Sperelliana di Gubbio, dell'Istituto Storico artistico Orvietano, dell'Accademia di san Luca di Roma, dell'Accademia spoletina[11]
- Membro del consiglio direttivo dell'Istituto nazionale di Archeologia e Storia dell'Arte
- Presidente della commissione scientifica della Fondazione Longhi, Firenze
- Presidente della Fondazione Camillo Caetani[12], Roma
- Redattore delle riviste Paragone, Roma moderna e Contemporanea, Spoletium, Rivista dell'istituto nazionale di archeologia e storia dell'arte
- Dal 2003 membro dell'Accademia di San Luca[13]
- Dal 2007 fa parte dell'organo di indirizzo della Fondazione Cassa di Risparmio di Foligno
- Dal 2007 Presidente dell'Associazione Rocca Albornoziana
- Dal 2009 nel consiglio direttivo del Teatro lirico sperimentale
- Membro del consiglio scientifico di Eventi estremi e disastri, centro di documentazione storica e di ricerche sui terremoti con sede a Spoleto[14]

### Pubblicazioni
(elenco parziale)
- Sul San Paolo "inter vineas", in Spoletium, Spoleto, Edizioni dell'Accademia spoletina, 1957 anno IV, n. II.
- Spoleto in pietre: guida artistica della città, Azienda del Turismo, 1963.
- Dal Romanticismo al Realismo, in I maestri del colore. Storia della pittura, Milano, Fabbri, 1966, XXI,  pp. 1-12.
- Dal Realismo all'Impressionismo, in I maestri del colore. Storia della pittura, Milano, Fabbri, 1966, XXII,  pp. 1-12.
- Diffusione dell'Impressionismo e del Postimpressionismo, in I maestri del colore. Storia della pittura, Milano, Fabbri, 1966, XXIII,  pp. 1-12.
- Simbolismo e Intimismo fine secolo, in I maestri del colore. Storia della pittura, Milano, Fabbri, 1966, XXIV,  pp. 1-12.
- Giovanni Previtali (a cura di), Collezionismo e mercato, in Enciclopedia Feltrinelli Fischer. Arte 2/I, Milano, Feltrinelli, 1971,  pp. 106-123.
- Giovanni Previtali (a cura di), Letteratura artistica, in Enciclopedia Feltrinelli Fischer. Arte 2/I, Milano, Feltrinelli, 1971,  pp. 238-267.
- Lamberto Gentili, Luciano Giacché, Bernardino Ragni e Bruno Toscano, L'Umbria, Manuali per il Territorio. Spoleto, Roma, Edindustria, 1978.
- Federico Zeri (a cura di), La pittura in Umbria nel Quattrocento, in La pittura in Italia: il Quattrocento, Milano, Electa, 1987,  pp. 355-383.
- Enrico Castelnuovo e Bruno Toscano (a cura di), Dizionario della pittura e dei pittori, Torino, Einaudi, 1989.
- Sofia Boesch Gajano, Letizia Pani Ermini e Bruno Toscano (a cura di), La basilica di San Gregorio Maggiore a Spoleto: guida storico-artistica, Milano, Silvana editoriale, 2002.
- Vittoria Garibaldi e Bruno Toscano (a cura di), Arnolfo di Cambio, Silvana editoriale, 2005.
- Scritti brevi sulla storia dell'arte e sulla conservazione, a cura di Giovanna Sapori e Patrizia Di Benedetti, Città di Castello, Libri Co. Italia, 2006.